# Bomolocha lentiginosa
Bomolocha lentiginosa är en fjärilsart som beskrevs av Augustus Radcliffe Grote 1873. Bomolocha lentiginosa ingår i släktet Bomolocha och familjen nattflyn. Inga underarter finns listade i Catalogue of Life.